# Hutchingsiella cowarrie
Hutchingsiella cowarrie är en ringmaskart som först beskrevs av Anne D. Hutchings 1997.  Hutchingsiella cowarrie ingår i släktet Hutchingsiella och familjen Terebellidae. Inga underarter finns listade i Catalogue of Life.